# Ліванська криза (1958)
Ліванська криза (1958) — політична криза в 1958, викликана політичною і релігійною напруженістю в країні. Супроводжувалась введенням американських військ, результатом якого стало ослаблення напруженості.

## Передумови
Під час Суецької кризи загострилися ізраїльсько-єгипетські відносини. Це було пов'язано з тим, що прозахідний президент Каміль Шамун (мароніт за віросповіданням) не став розривати дипломатичних відносин з західними державами, які напали на Єгипет, і тим самим розлютив президента Єгипту Гамаля Абделя Насера. Напруженість між двома країнами зросла, коли Ліван почав зближуватися з учасниками Багдадського пакту. Насер вважав, що прозахідний Багдадський пакт представляє загрозу для арабського націоналізму.
Політичний устрій Лівану, згідно з яким президент повинен бути християнином-маронітом, а прем'єр-міністр — мусульманином, і протилежна зовнішньополітична орієнтація цих фігур призвели до наростання не тільки політичної, але і релігійної напруженості. У 1957 мусульманська опозиція утворила Національний фронт, вимагаючи проведення політики «позитивного нейтралітету» і дружби з арабськими країнами. У травні-червні в країні пройшли масові антиурядові демонстрації.

## Громадянська війна
У 1958 президент Шамун зробив спробу змінити конституцію, щоб залишитися при владі на новий термін. У відповідь у травні спалахнуло мусульманське повстання, очолене колишніми прем'єр-міністрами Рашидом Караме і Абдаллахом Яфі і головою парламенту Хамаде. Воно швидко переросло в громадянську війну, і через деякий час повстанці заволоділи чвертю території країни. Незабаром президент Шамун звернувся в Раду Безпеки ООН, звинувативши Об'єднану Арабську Республіку в постачанні зброї бунтівникам через територію Сирії. Рада безпеки ООН прийняла резолюцію 11 червня 1958, в якій рекомендувалося відправити групу до Лівану, щоб «забезпечити відсутність незаконного проникнення персоналу або постачання зброї чи інших матеріалів через ліванські кордони». «Група з трьох»—Гало Пласа, Раджешвар Даял та Одд Булл—Даґ Гаммаршельд, генеральний секретар ООН, і члени Організації ООН з нагляду за перемир'ям незабаром були направлені до Лівану для створення Групи спостереження ООН у Лівані (UNOGIL).
Революція 14 липня в Іраку, повалила прозахідний уряд країни, поряд з внутрішньою нестабільністю, змусила президента Шамуна в той же день звернутись за воєнною допомогою до Сполучених Штатів.

## Операція «Блакитний кажан»

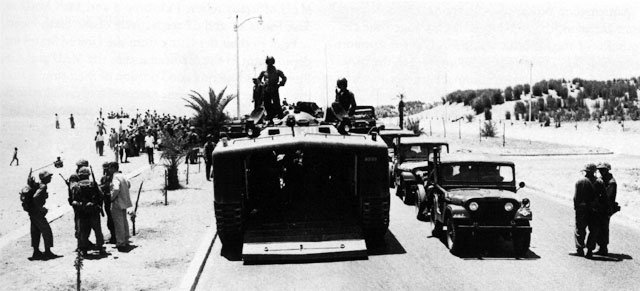
Патруль морської піхоти США в Бейруті, літо 1958

Президент США Дуайт Ейзенхауер відповів негайною згодою, призначивши операцію «Блакитний кажан» на наступний день — 15 липня. Це було перше застосування доктрини Ейзенхауера, яка проголосила право США на втручання у випадку, якщо якій-небудь з країн загрожує «комуністична загроза». Згідно з планом операції, в день висадки американськими військами були зайняті міжнародний аеропорт Бейрута в декількох кілометрах на південь від міста, бейрутський порт і підступи до міста. В операції взяли участь близько 14000 чоловік, включаючи 8509 військовослужбовців 1-ї повітряно-десантної оперативної групи, 187-го піхотного полку, контингенту з 24-ї повітряно-десантної бригади 24-ї піхотної дивізії, що базувалася у ФРН, а також 5670 солдатів і офіцерів морської піхоти. Підтримку з моря їм надавав флот у складі 70 кораблів і 40000 моряків.

## Наслідки
Американські війська змогли швидко взяти ситуацію під свій контроль, після чого Ейзенхауер послав до Лівану дипломата Роберта Д. Мерфі як свого особистого представника. Мерфі переконав президента Шамуна подати у відставку, а також відіграв значну роль у виборі на зміну Шамуну помірного християнина Фуада Шехаба. Один з лідерів бунтівників, Рашид Караме, став прем'єр-міністром.
США вивели свої війська 25 жовтня. Втрати серед американців були дивно невеликими: 3 солдата померли в результаті нещасних випадків, і один був убитий снайпером.

### Книги
- Agwani, Mohammed Shafi. The Lebanese Crisis, 1958: A Documentary Study, 1965.
- Alin, Erika G. The United States and the 1958 Lebanon Crisis, American Intervention in the Middle East, 1994.
- Gammal, Pierrick el. Politique intérieure et politique extérieure au Liban de 1958 à 1961 de Camille Chamoun à Fouad Chehab. — Paris: Sorbonne University, 1991.
- Gendzier, Irene L. Notes from the Minefield: United States Intervention in Lebanon and the Middle East 1945—1958, 1997.
- Korbani, Agnes G. U.S. Intervention in Lebanon, 1958—1982: presidential decisionmaking, 1991.
- Murr Nehme, Lina. Le Liban Assassiné. — Aleph Et Taw, 2008.
- Murr Nehme, Lina. Les Otages Libanais Dans les Prisons Syriennes. — Aleph Et Taw, 2008.
- Salam, Nawaf. L'insurrection de 1958 au Liban. — Paris: Sorbonne University, 1979.
- Schulimson, Jack. Marines in Lebanon 1958. — Historical Branch, G-3 Division, Headquarters, U.S. Marine Corps, Washington, Department of the Navy, United States Marine Corps, 1966. — 60 p.
- Yagub, Salim. Containing Arab Nationalism, The Eisenhower Doctrine and the Middle East, 2003.
- The Lebanon Operation. — U.S. Army Center for Military History. — (Contingency Operations). — Historical Manuscript Collection 2-3.7 AC.F Tab D.

### Статті
- Gerges, Fawaz A. The Lebanese Crisis of 1958: The Risks of Inflated Self-Importance. // Beirut Review. — 1993. — P. 83-113.
- Lesch, David W. Prelude to the 1958 American Intervention in Lebanon. // Mediterranean Quarterly. — 1996. — Vol. 3 (7). — P. 87-108.
- Little, Douglas. His Finest Hour? Eisenhower, Lebanon, and the 1958 Middle East Crisis. // Diplomatic History. — 1996. — Vol. 1 (20). — P. 27-54.
- Ovendale, Ritchie. Great Britain and the Anglo-American Invasion of Jordan and Lebanon in 1958. // The International History Review. — 1994. — Vol. 2 (16). — P. 284—304.
- Tinguy, Edouard de. The Lebanese crisis of 1958 and the U.S military intervention. // Revue d'Histoire Diplomatique. — Paris: A. Pédone. — 2007. — Vol. 4.